# サラマンカ大学

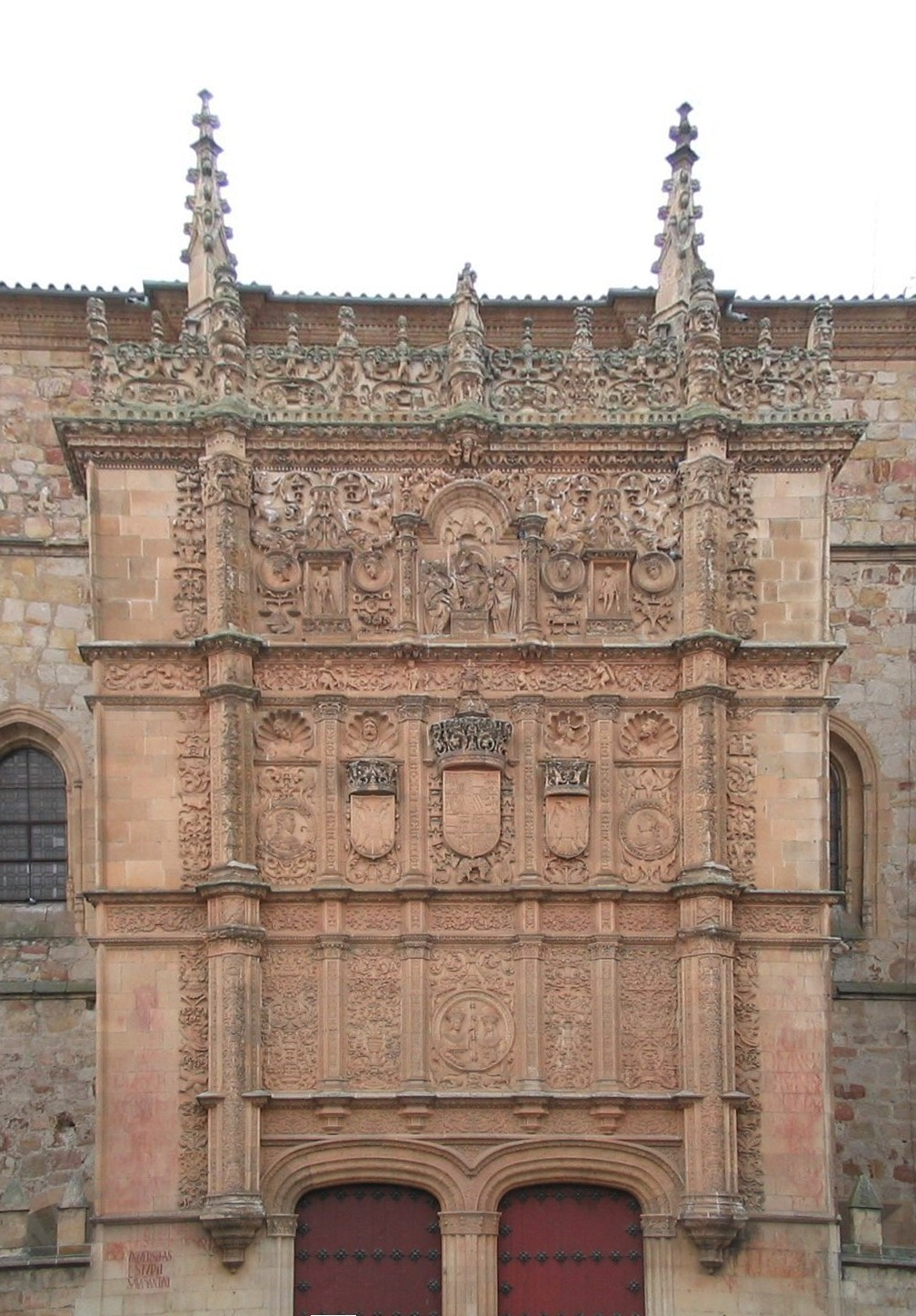
プレテレスコ風ファサード

サラマンカ大学（サラマンカだいがく、スペイン語：Universidad de Salamanca）は、マドリードの西北西に位置する都市サラマンカにある大学。現存するスペイン最古の大学であり、ボローニャ大学、パリ大学、オックスフォード大学、ケンブリッジ大学などと並び、歴史ある中世大学の中でも、さらに12〜13世紀頃のヨーロッパで設立された最古参の大学の内の1つ。「知識を欲する者はサラマンカへ行け（Quien quiera saber, va a aprender en Salamanca.）」と言わしめた。2022年現在、学生数約32,000人、50を超える国からの留学生を抱える総合大学である。大学図書館は90万点を超える蔵書を持つ。

## 歴史
1218年にレオン王国のアルフォンソ9世によって設立された。酸化鉄を含んだ石造の建物はおびただしい装飾が施され、セルバンテスやイサベル1世、フェルナンド2世の肖像のレリーフがあるほか、それを見たものは学業成就すると言われる蛙の乗った髑髏のレリーフもある。13世紀中にヴァチカンからストゥディウム・ゲネラーレの認定を受けている。
大航海時代には、天文学などに基づいた航海計画が綿密に練られた場所となった。宗教改革後は、スペインにおける学術の中心であるとともにヨーロッパにおけるカトリック神学の中心となり、16世紀には大学内のサン・エステバン神学院を拠点にしてドミニコ会を中心とする学派、17世紀〜18世紀にはサン・エリアス神学院を拠点にカルメル会を中心とする学派が神学・哲学・法学の研究を進め「サラマンカ学派」と称された。
1415年から18年に渡って建築した講義堂「エスクエラス・マヨーレス」がある。1988年にサラマンカの旧市街の構成のひとつでユネスコの世界遺産に登録される。

## 学部

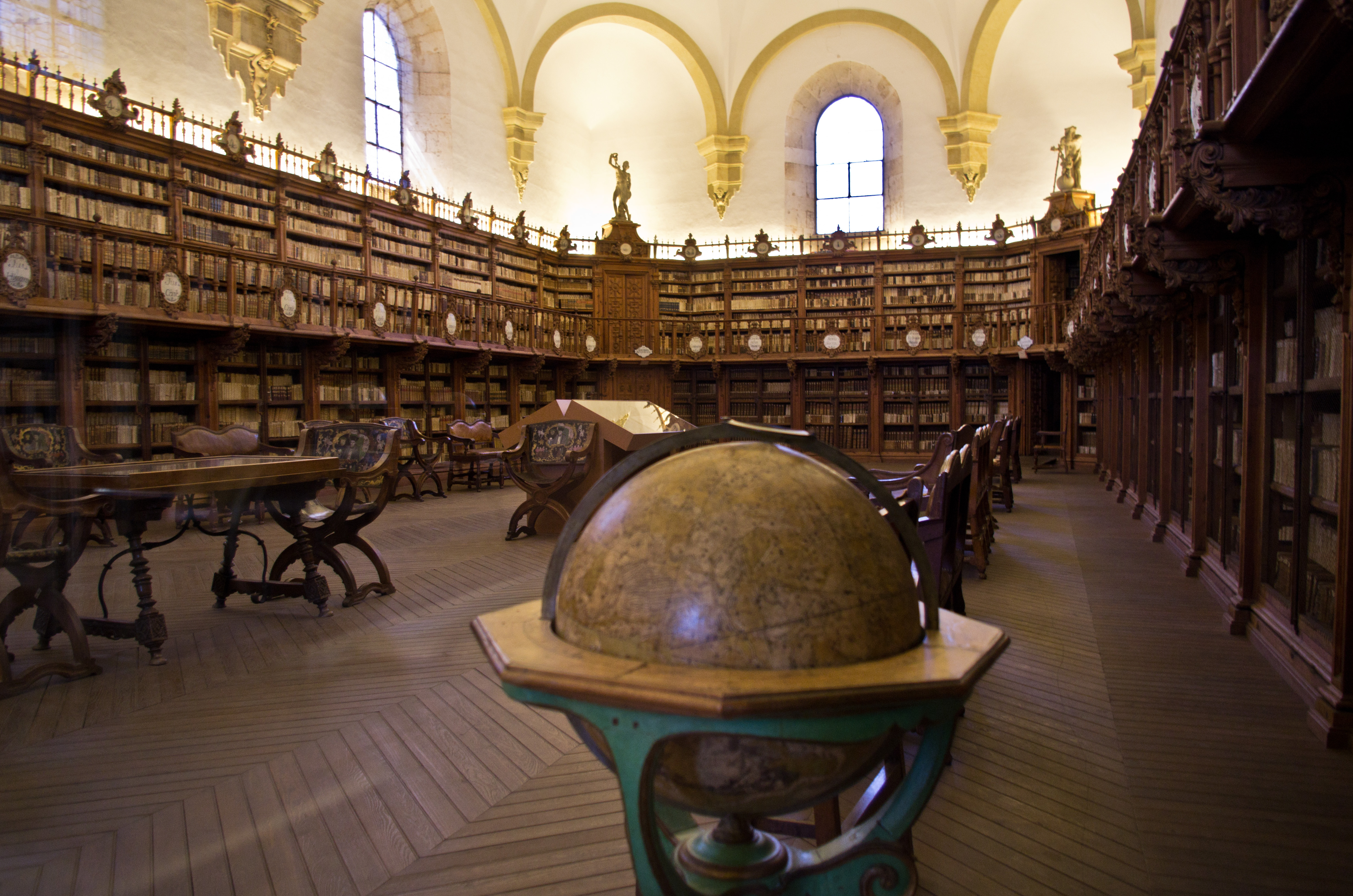
サラマンカ大学の図書館

基本的に、ほとんど全ての授業が、スペイン語で教えられている。大学ランキングが高くないのはそのためである。外国人がスペイン語を勉強するための“cursos internacionales”という語学コースがあり、年間2000人を超える留学生がやってくる。語学コースでは、スペイン語だけでなく、スペインの文化や歴史、経済等も学ぶことができ、7月と8月には、日本語翻訳付きの授業が行なわれている。

## 教員、著名な卒業生等
- ジュール・マザラン - フランス王ルイ14世の宰相
- フランシスコ・スアレス - スコラ哲学者
- バルトロメ・デ・ラス・カサス - カトリック司祭、『インディアスの破壊についての簡潔な報告』で知られる
- フランシスコ・デ・ビトリア - スコラ学者、「サラマンカ学派」の創始者
- マルティン・デ・アスピルクエタ - 神学者、法学者
- ドミンゴ・デ・ソト - 神学者、法学者
- トマス・デ・メルカード - 神学者、哲学者
- オリバーレス伯爵ガスパール・デ・グスマン - 17世紀スペインの宰相
- ペドロ・カルデロン・デ・ラ・バルカ - 17世紀スペインの劇作家
- ミゲル・デ・ウナムーノ - 哲学者、小説家、詩人
- アドルフォ・スアレス - スペイン民主化期の首相
- ルイス・デ・ルセナ - スペインのチェスプレーヤー
- アンヘル・アルカサール・デ・ベラスコ - 第二次世界大戦時における日本側のスパイ

## 日本とのかかわり

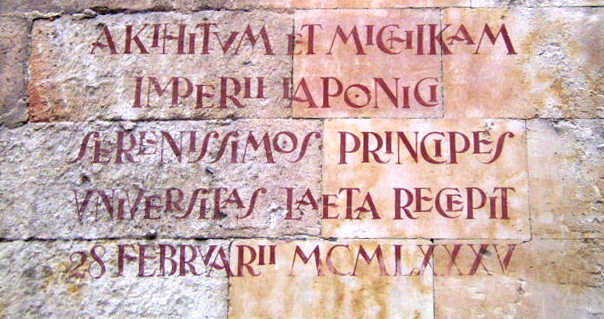
サラマンカ大学構内にある碑文

本学で学び、1603年に来日し徳川家康に謁見、日本でのキリスト教の布教に従事したルイス・ソテロは、慶長遣欧使節団の正使としてヨーロッパに渡りローマ教皇パウルス5世に謁見して日本での宣教の援助を求めたが目的を達せず、1624年に大村で火刑により殉教。1867年にピウス9世により列福された。
学内には、1985年に当時の皇太子夫妻（現・明仁上皇と上皇后美智子）が訪れたことを記念するラテン語の碑文がある。碑文には“AKIHITVM ET MICHIKAM IMPERII IAPONICI SERENISSIMOS PRINCIPES VNIVERSITAS LAETA RECEPIT 28 FEBRVARII MCMLXXXV”（本学は、日本帝国の皇太子殿下ならびに同妃殿下である明仁と美智子を喜びをもって迎えたり。1985年2月28日）とある。

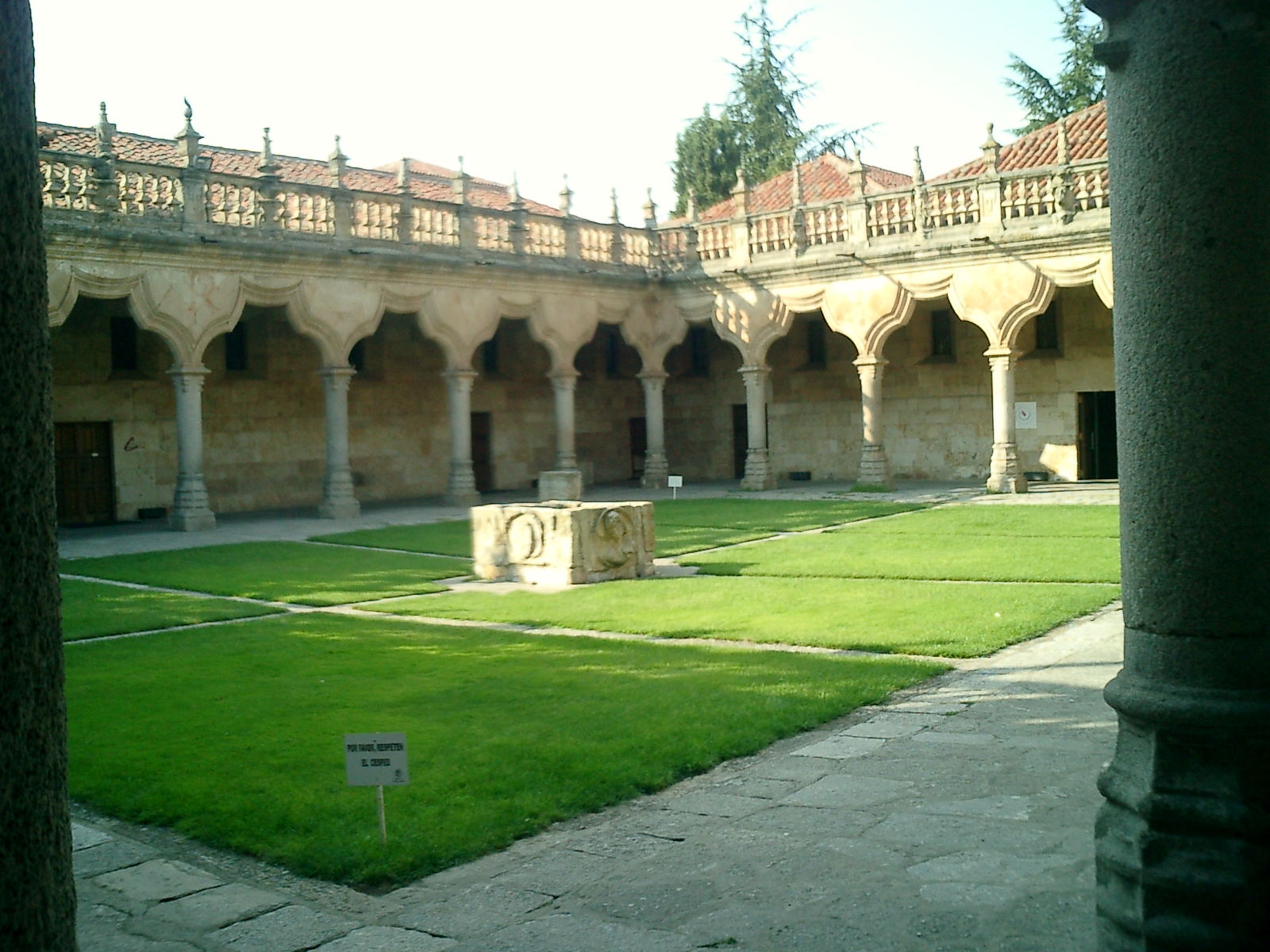
大学の中庭

## 日本との協定校
- 慶應義塾大学
- 早稲田大学
- 同志社大学
- 筑波大学
- 上智大学
- 千葉大学
- 神奈川大学
- 金沢大学
- 都留文科大学
- 神戸市外国語大学
- 國學院大學
- 駿河台大学　短期語学研修提携校
- 亜細亜大学　短期語学研修提携校
- 拓殖大学
- 南山大学
- 大阪工業大学
- 明治大学
- 関西外国語大学
- 京都外国語大学
- 京都産業大学